# ماركو مونتي
ماركو مونتي (بالإيطالية: Marco Monti)‏ (2 يوليو 1967 مونزا إيطاليا - ) هو لاعب كرة قدم إيطالي يلعب كمدافع.

## روابط خارجية
- ماركو مونتي على موقع قاعدة بيانات كرة القدم.إي يو (الإنجليزية)
- ماركو مونتي على موقع عالم كرة القدم.نت (الإنجليزية)